# Kleine tsjagra
De kleine tsjagra (Bocagia minuta) is een zangvogel uit de familie Malaconotidae.

## Verspreiding en leefgebied
Deze soort komt voor in westelijk en centraal Afrika en telt drie ondersoorten:
- B. m. minuta: van Sierra Leone tot Ethiopië, westelijk Kenia en noordwestelijk Tanzania.
- B. m. reichenowi: oostelijk Tanzania, zuidelijk Malawi, oostelijk Zimbabwe en Mozambique.
- B. m. anchietae: van Angola tot zuidwestelijk Tanzania en noordelijk Malawi.

## Status
De grootte van de populatie is niet gekwantificeerd maar de soort wordt omschreven als schaars. Op de Rode lijst van de IUCN heeft deze soort de status niet bedreigd.